# Nórdico (ufología)
Los extraterrestres nórdicos, también conocidos como hermanos del espacio, son una supuesta raza extraterrestre mencionada por personas que afirman haber tenido contacto con ellos. Se describen generalmente como humanoides de apariencia escandinava, altos, de cabello rubio y ojos claros.
Uno de los primeros en divulgar información sobre estos seres fue el contactado suizo Billy Meier, quien aseguró haber recibido visitas de ellos. Sin embargo, diversas investigaciones han puesto en duda sus afirmaciones, señalando que varias de sus pruebas, como fotografías y vídeos de naves, han sido identificadas como falsificaciones.
Desde la década de 1980, han surgido otros individuos que aseguran haber contactado con estos seres. Entre ellos se encuentran la escritora estadounidense Bárbara Marciniak, la argentina Áditi Prem, quien afirma recibir mensajes a través de la lectura de registros akáshicos, y el norteamericano Michael Love, que se presenta como canalizador de los pleyadianos desde 2015.
Muchos de estos contactados están asociados con corrientes del movimiento New Age, que sostienen creencias espirituales y filosóficas vinculadas con la expansión de la conciencia y la evolución espiritual de la humanidad. Dentro de estas doctrinas se han propuesto ideas como:
- La existencia de un sistema energético basado en chakras, que influiría en la salud y el equilibrio del ser humano.

- La noción de que ciertas almas habrían reencarnado en distintos planetas antes de llegar a la Tierra, con el propósito de elevar la conciencia colectiva.

- La práctica de canalizaciones y meditaciones como medios para recibir mensajes de entidades no humanas.

Las interpretaciones sobre los pleyadianos varían entre distintas fuentes. Algunos los describen como seres benevolentes que buscan guiar espiritualmente a la humanidad, mientras que otras teorías sostienen que existen distintas facciones dentro de esta supuesta civilización, incluyendo grupos con intenciones menos altruistas.
El tema de los pleyadianos y otros supuestos contactos extraterrestres sigue siendo objeto de debate, y no existen pruebas científicas concluyentes que respalden las afirmaciones de quienes dicen haber tenido contacto con ellos.

## Características
Los nórdicos del espacio tendrían las siguientes características:
- humanoides, prácticamente humanos con algunas diferencias anatómicas.
- rasgos semejantes a las personas nórdicas-escandinavas (del norte de Europa), piel blanca, con ojos azules y pelo rubio.
- excelente estado físico.
- estructura corporal bien formada.
- trajes ajustados y brillantes, como en las películas de los años cincuenta.
- altura aproximada de entre 2,20 y 2,40 metros los hombres y entre 1,70 y 2,20 metros las mujeres.
- larga melena rubia y ojos azules rasgados, más grandes de lo normal.
- mayoritariamente de género femenino, un 70% mujeres.
- su piel sería entre blanca pálida a un tono más acaramelado.
- son seres de 5.ª Dimensión.
- son seres emocionales como los humanos.
- tienen un nivel evolutivo de conciencia basado en el amor y la compasión.

## Conducta
Los nórdicos serían, según los describen los ufólogos, unos seres de luz altamente evolucionados y espirituales (al contrario que el resto de extraterrestres).
Sus antepasados «pleyadianos» (en referencia al cúmulo estelar vendrían supuestamente de las Pléyades) donde vivían en un planeta que fue destruido.
- serían benevolentes
- serían seres mágicos
- querían interactuar y comunicarse con los seres humanos
- estarían preocupados por el medio ambiente del planeta Tierra
- estarían preocupados por la paz en el mundo
- podrían transmitir mensajes telepáticamente

El ufólogo estadounidense John Carpenter afirmaba que el típico nórdico «es paternal, atento, afectuoso, sonriente, cariñoso, joven y omnisciente (con un gran conocimiento)». Solo la facción de los pleyadianos que es luz, son una raza dual que se dividen en positivos y negativos.
La ufóloga estadounidense Stephanie Kelley-Romano afirma que los nórdicos «están a menudo emparentados con el crecimiento espiritual y el amor y actúan como protectores de terceras personas que tienen estas experiencias».
Según algunos ufólogos, los nórdicos están en contra de la presencia en la Tierra de una raza conocida como los «grises».
En cambio otros ufólogos afirman que los nórdicos son los jefes de los grises.
Pero esto se da en otra realidad paralela, donde la raza humana tras una guerra nuclear quedó como los grises, de una forma deforme y para devolverle a su raza la genética principal, estos grises se han aliado con los nórdicos de su realidad para venir a esta y llevarse a mujeres humanas y hombres para utilizar la inseminación artificial.
La ufóloga británica Jenny Randles afirma que aunque cree que los nórdicos han estado involucrados en abducciones, piensa que la abducción es más importante para los grises que para los nórdicos, los cuales le dan más importancia al encuentro con humanos.

### Humanoides buenos y malos
En el libro Visitas procedentes del interior, de los ufólogos estadounidenses Lyssa Royal y Keith Priest, afirma que existen casos de extraterrestres malvados, que están implicados en abducciones realizadas por los extraterrestres grises.
Catalogan dos tipos de extraterrestres humanoides:
- el 60% son rubios, buenos, y vienen del futuro.
- el 40% no son rubios ni buenos, y provienen de muchas «realidades» diferentes.

Los humanoides buenos del futuro (el 60%) son metaliranos, metapleyadianos y metaterranos. Los seres rubios pueden manipular la energía y la materia de manera fluida.

## Historia
El primer supuesto contactado por pleyadianos fue en los años 1970 el ufólogo suizo Billy Meier (n. 1937), que dijo haber sido contactado por los pleyadianos por primera vez en 1942. El ser que lo contactó dijo llamarse Sfath. En los años 1950, una mujer estadounidense llamada Cynthia Appleton aseguró haber sido embarazada por pleyadianos, quienes serían los padres de su hijo Mattew.
En los años 1950 ―durante el auge del cine de ciencia ficción de serie B y las primeras noticias sobre avistamientos y encuentros ampliamente informadas por los medios de comunicación― se multiplicaron las descripciones de este tipo de extraterrestres, especialmente en Europa.
Sin embargo, en las décadas siguientes los nórdicos fueron cada vez más remplazados en la cultura popular por los más oscuros y menos amigables extraterrestres grises.
Otro supuesto contactado es el peruano Sixto Paz que afirma haber visitado las colonias pleyadianas en las lunas de Júpiter, como Ganímedes.
Con el tiempo, la idea de los pleyadianos se popularizó hasta mezclarse con las creencias Nueva Era y pasó a convertirse en principios espirituales pseudorreligiosos. Los pleyadianos son denominados Hermanos Mayores y se dice que buscan predicar mensajes espirituales entre los seres humanos. Es generalmente aceptado por creyentes en estas historias que los pleyadianos son parte de la supuesta Federación Galáctica de la Luz, enemigos del Imperio draconiano, y seguidores de una doctrina religiosa panteísta, vegetariana y con matices Nueva Era. 

## Clases mencionadas

### Los pleyadianos
Los 'pleyadianos', también conocidos como erranos y pleiadianos, su nombre deriva de que, supuestamente, provienen del cúmulo estelar de las Pléyades (dentro de la constelación de Tauro).
El primero en afirmar que estos seres venían de las Pléyades fue el ufólogo suizo Billy Meier, aunque han aparecido otros afirmando estar también en contacto con seres similares, diciendo venir también de las Pléyades.
El ingeniero Enrique Castillo Rincón, publica en sus dos libros "OVNI: La Gran Alborada" tomo I y II, su experiencia de contacto con estos seres provenientes de las pléyades, dando detalles y pormenores de su forma de pensar y sus naves.  
Un encuentro reciente con estos alienígenas fue en Nueva Orleans, eran 4 hombres pleyadianos, 2 eran rubios y 2 eran morenos, la mujer conductora del taxi afirmó que tenían los ojos tan azules que casi eran de color blanco, y se subieron a un taxi el día de año nuevo de 2024, fueron recogidos de una fiesta gótica en una antigua catedral de la ciudad, otro cosa interesante que cuenta la conductora es que ella al principio se asustó mucho y uno le puso una mano en el hombro y ella notó una energía que le bajaba de la cabeza a los pies que la calmó.
Cabe notar que no todos los ufólogos afirman que los nórdicos vienen de las Pléyades. Sus naves se conocen como Beamship, una nave plateada y en forma de disco. 
Los pleyadianos caen en la categoría de "nórdicos" por las descripciones que les asignan rasgos de piel blanca, una altura que oscila entre el metro ochenta y más de dos metros, cabellos rubios, blancos o castaños, ojos ligeramente oblicuos pero de iris azul, verde, naranja, rojo y rosado, que visten trajes espaciales de colores vivos. Se supone que poseen poderes telepáticos. Además, son una de las razas más antiguas de la galaxia, teniendo un nivel espiritual elevado.

### Andromedanos
El ufólogo estadounidense Alex Collier ha afirmado en sus libros superventas que existe otro tipo de extraterrestres nórdicos que provienen de la galaxia de Andrómeda, y que él llamó «andromedanos».
Collier afirma que fue forzado a ocultarse y publicar sus libros superventas debido a las amenazas de «tres hombres bien vestidos», que formaban parte de un «programa».
Como el resto de los ufólogos, Collier no ha podido corroborar ninguna de sus declaraciones. Incluso otros ufólogos ―como Jared C. H.― lo han acusado de haber perpetrado un fraude.